# Xiaohe, Chongqing
Xiaohe (kinesiska: 小河) är en köping i sydvästra Kina. Den ligger i häradet Youyang i storstadsområdet Chongqing,  omkring 220 kilometer sydost om det centrala stadsdistriktet Yuzhong. Antalet invånare är 11 069. Befolkningen består av 5 395 kvinnor och 5 674 män. Barn under 15 år utgör 31 %, vuxna 15-64 år 53 %, och äldre över 65 år 14,0 %.